# 夏錫麒
夏錫麒，字雲舫。浙江錢塘縣人，清朝政治人物。

## 生平
咸豐六年（1856年）丙辰科進士。咸豐八年（1858年）任湖北蒲圻縣（今屬湖北省赤壁市）知縣。次年（1859年）十月回任。